# Kabupaten Sukabumi
Kabupaten Sukabumi är ett kabupaten i Indonesien.   Det ligger i provinsen Jawa Barat, i den västra delen av landet, 100 km söder om huvudstaden Jakarta. Antalet invånare är 2 442 062.